# Уліна-Велика
Уліна-Велика (пол. Ulina Wielka) — село в Польщі, у гміні Ґолча Меховського повіту Малопольського воєводства.
Населення — 296 осіб (2011).
У 1975-1998 роках село належало до Краківського воєводства.

## Демографія
Демографічна структура станом на 31 березня 2011 року:
|          | Загалом | Допрацездатний вік | Працездатний вік | Постпрацездатний вік |
| -------- | ------- | ------------------ | ---------------- | -------------------- |
| Чоловіки | 146     | 24                 | 103              | 19                   |
| Жінки    | 150     | 19                 | 93               | 38                   |
| Разом    | 296     | 43                 | 196              | 57                   |